# Lưu Gia Nghĩa
Lưu Gia Nghĩa (tiếng Trung: 刘家义, bính âm: Liú Jiā Yì), sinh ngày 26 tháng 8 năm 1956, một Người Hán, Chính khách nước Cộng hòa Nhân dân Trung Hoa. Ông là Ủy viên Ủy ban Trung ương Đảng Cộng sản Trung Quốc khóa XIX, nguyên là Bí thư Tỉnh ủy Sơn Đông, Chủ nhiệm Ủy ban Thường vụ Đại hội đại biển Nhân dân tỉnh Sơn Đông. Ông là Ủy viên Ủy ban Trung ương Đảng Cộng sản Trung Quốc khóa XVIII, Ủy viên Ủy ban Trung ương Đảng Cộng sản Trung Quốc khóa XVII, là Ủy viên Trung ương từ năm 2007 đến nay. Ông từng là Tổng Kiểm toán Ủy ban Kiểm toán Nhà nước Trung Quốc, Thành viên Ủy ban Kiểm toán Liên Hợp Quốc - UNBA, Phó Tổng Kiểm toán Ủy ban Kiểm toán Nhà nước Trung Quốc.
Lưu Gia Nghĩa gia nhập Đảng Cộng sản Trung Quốc năm 1976, là Kiểm toán viên Cao cấp, Tiến sĩ Kinh tế.

## Xuất thân và giáo dục
Lưu Gia Nghĩa sinh ngày 26 tháng 8 năm 1956, quê quán tại huyện cấp thị Khai (huyện), thành phố trực thuộc trung ương Trùng Khánh.
Năm 1973, ông bắt đầu học ngành kiểm toán tại Đại học Kinh tế Tài chính Tây Nam, tốt nghiệp Cử nhân năm 1977. Tháng 8 năm 1976, ông được kết nạp Đảng Cộng sản Trung Quốc.
Ông tham gia học nhiều kỳ, nhiều năm tại Đại học Kinh tế Tài chính Tây Nam, lấy bằng Kiểm toán viên Cao cấp, Tiến sĩ Kinh tế tại trường đại học này.
Trong khoảng thời gian từ tháng 9 năm 1995 đến tháng 7 năm 1996, ông đã tham gia khóa đào tạo một năm cho các cán bộ trẻ và trung niên của Trường Đảng Trung ương Đảng Cộng sản Trung Quốc.

## Sự nghiệp

#### Công tác Kiểm toán tại Thành Đô, Tứ Xuyên
Tháng 2 năm 1980, ông được tuyển dụng làm công chức, công tác tại Ban thư ký của Sở Tài chính tỉnh Tứ Xuyên. Tháng 12 năm 1984, ông công tác tại Phòng Thứ hai Cục Kiểm toán tỉnh Tứ Xuyên, giữ chức Phó Trưởng phòng Phòng Thứ hai và sau đó là Phó Trưởng phòng Phòng Tổng hợp.
Vào tháng 12 năm 1988, ông là một cán bộ của Văn phòng Đặc phái viên, thuộc Ủy ban Kiểm toán Nhà nước Trung Quốc phân khu Thành Đô. Tháng 2 năm 1989, ông là Trưởng phòng Thứ nhất của Văn phòng Đặc phái viên thuộc Ủy ban Kiểm toán Nhà nước Trung Quốc phân khu Thành Đô. Vào tháng 12 năm 1989, ông được thăng chức làm Phó Đặc phái trưởng Văn phòng Đặc phái viên thuộc Ủy ban Kiểm toán Nhà nước Trung Quốc phân khu Thành Đô.

#### Ủy ban Kiểm toán Nhà nước Trung Quốc
Vào tháng 8 năm 1992, ông giữ chức Phó Cục trưởng Cục Kiểm toán Thương mại thuộc Ủy ban Kiểm toán Nhà nước Trung Quốc. Tháng 8 năm 1993, ông là Cục trưởng Cục Kiểm toán Thương mại.
Vào tháng 9 năm 1996, ông được bổ nhiệm làm Ủy viên Đảng ủy, Phó Tổng Kiểm toán Ủy ban Kiểm toán Nhà nước Trung Quốc. Từ thời điểm này cho đến năm 2008, ông giữ vị trí Phó Tổng Kiểm toán Ủy ban Kiểm toán Nhà nước Trung Quốc.
Tháng 10 năm 2002, tại Đại hội Đảng Cộng sản Trung Quốc lần thứ 16, ông được bầu làm Ủy viên Ủy ban Kiểm tra Kỷ luật Trung ương Đảng Cộng sản Trung Quốc khóa XVI.
Vào tháng 3 năm 2008, ông được bổ nhiệm làm Tổng Kiểm toán Ủy ban Kiểm toán Nhà nước Trung Quốc, ông giữ vị trí Tổng Kiểm toán Ủy ban Kiểm toán Nhà nước Trung Quốc từ năm 2008 đến năm 2017. Kể từ tháng 7 năm 2008, ông đã thay mặt Quốc vụ viện Cộng hòa Nhân dân Trung Hoa làm thành viên của Ủy ban Kiểm toán Liên Hợp Quốc cho một nhiệm kỳ cho đến tháng 6 năm 2014.

#### Sơn Đông
Vào ngày 1 tháng 4 năm 2017, ông được điều chuyển tới Sơn Đông, bổ nhiệm làm Bí thư Tỉnh ủy tỉnh Sơn Đông. Vào ngày 26 tháng 4 năm 2017, ông được bầu làm Chủ nhiệm Ủy ban Thường vụ Đại hội đại biển Nhân dân tỉnh Sơn Đông.
Vào ngày 27 tháng 4 năm 2017, Tập Cận Bình đã ký Lệnh Chủ tịch số 68. Theo quyết định của Ủy ban Thường vụ Đại hội Nhân dân toàn quốc lần thứ 12, ông rời khỏi vị trí Tổng Kiểm toán Ủy ban Kiểm toán Nhà nước Trung Quốc, vị trí được trao cho đồng chí Hồ Trạch Quân, một đồng chí nữ.
Vào tháng 10 năm 2007, tại Đại hội Đảng Cộng sản Trung Quốc lần thứ 17, ông được bầu làm Ủy viên Ủy ban Trung ương Đảng Cộng sản Trung Quốc khóa XVII. Vào tháng 11 năm 2012, tại Đại hội Đảng Cộng sản Trung Quốc lần thứ 18, ông được bầu làm Ủy viên Ủy ban Trung ương Đảng Cộng sản Trung Quốc khóa XVIII. Vào tháng 10 năm 2017, ông được bầu làm Ủy viên Ủy ban Trung ương Đảng Cộng sản Trung Quốc khóa XIX tại Đại hội Đảng Cộng sản Trung Quốc lần thứ 19. Ngày 30 tháng 9 năm 2021, ông được miễn nhiệm các chức vụ ở Sơn Đông, nghỉ hưu ở tuổi 65.

## Danh hiệu
Vào ngày 25 tháng 5 năm 2016, sau 6 năm là thành viên của Ủy ban Kiểm toán Liên Hợp Quốc, ông đã được trao giải danh hiệu danh dự bằng Golden Sash, một vinh dự của Cộng hòa Áo.